# Savo Miljanović
Savo Miljanović, hrvaški general, * 10. junij 1916, † 10. september 1972.

## Življenjepis
Med drugo svetovno vojno je bil med drugim poveljnik 18. brigade in 40. divizije. 
Po vojni je končal VVA JLA in Vojno šolo.